# Назаров, Елизвой Семёнович
Елизвой Семёнович Назаров — московский архитектор периода классицизма.

## Биография
Происхождением из крепостных, вольноотпущенный помещицы А. М. Атяевой. В 1767 г. по записке В. И. Баженова определён архитекторским учеником к кремлёвскому строению в Москве. С 1768 года работал в «Экспедиции кремлёвского строения» под руководством В И. Баженова и М. Ф. Казакова. С 1775 года — архитектор при московских департаментах Сената.
Проектировал Странноприимный дом графа Шереметева, церковь Лазаревского кладбища (1782—1787) и Знаменскую церковь Новоспасского монастыря. Автор дома Ф. Ф. Набилкова (позднее — Набилковское коммерческое училище, Проспект мира, дом № 50). Автор проекта административных зданий на Круглой площади Петрозаводска.
Похоронен на Лазаревском кладбище.

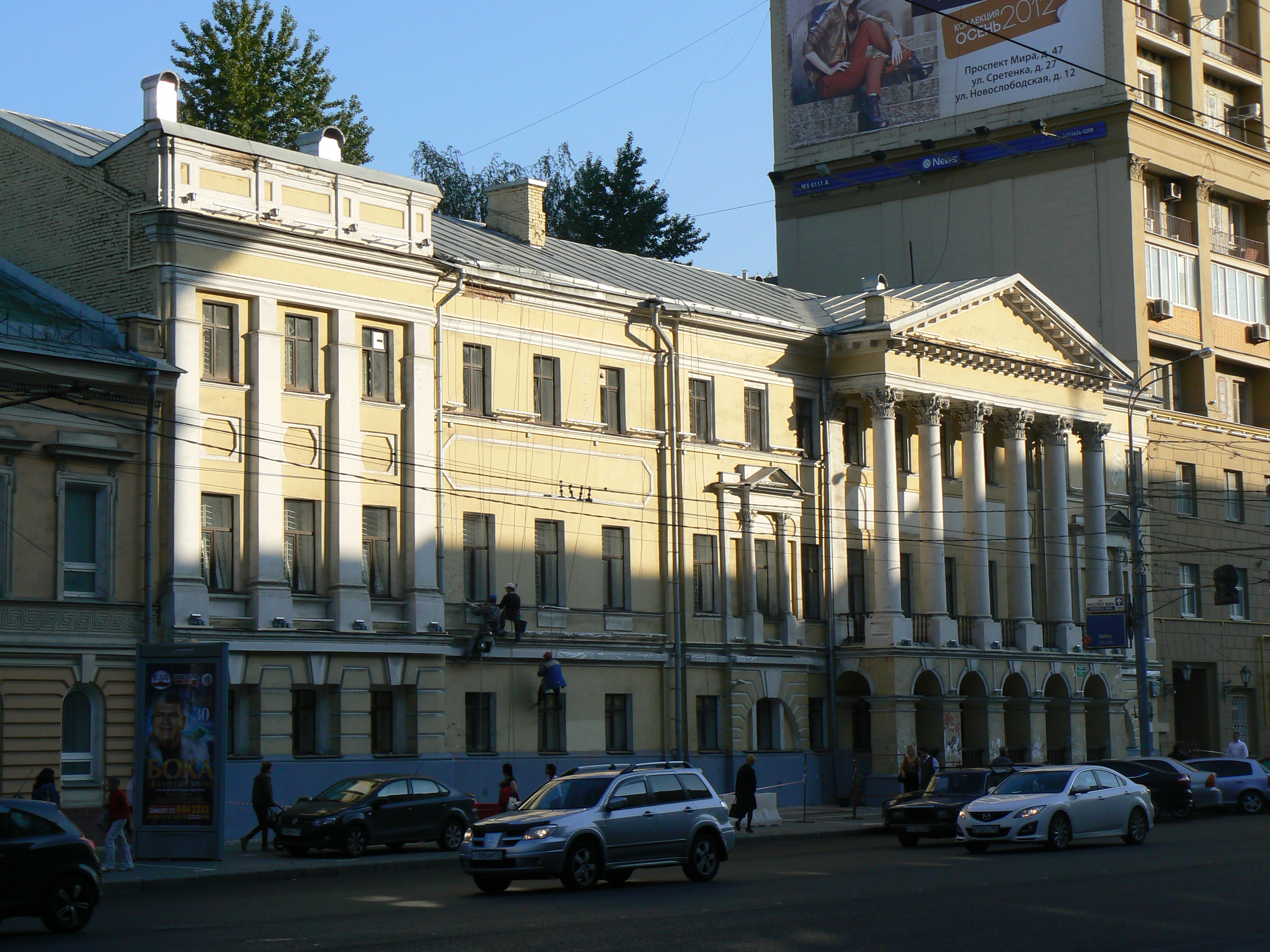
Дом Ф. Ф. Набилкова
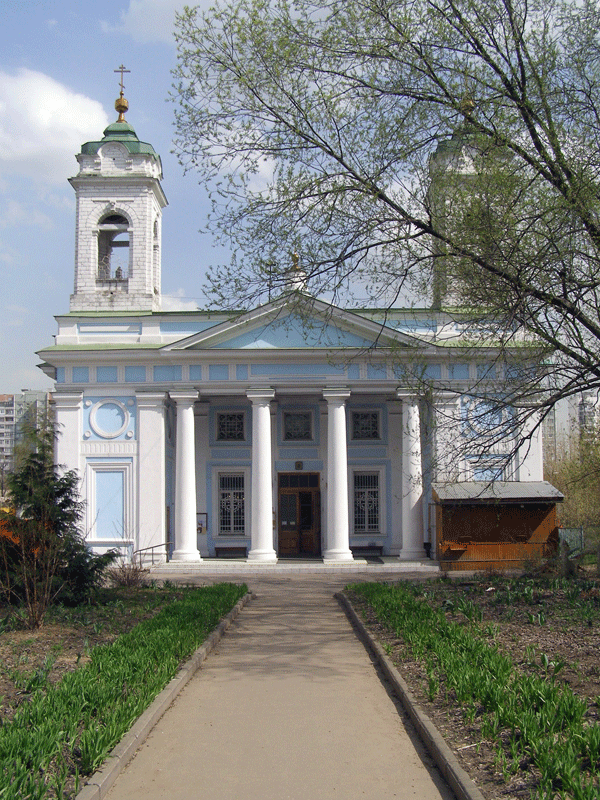
Храм Сошествия Святаго Духа
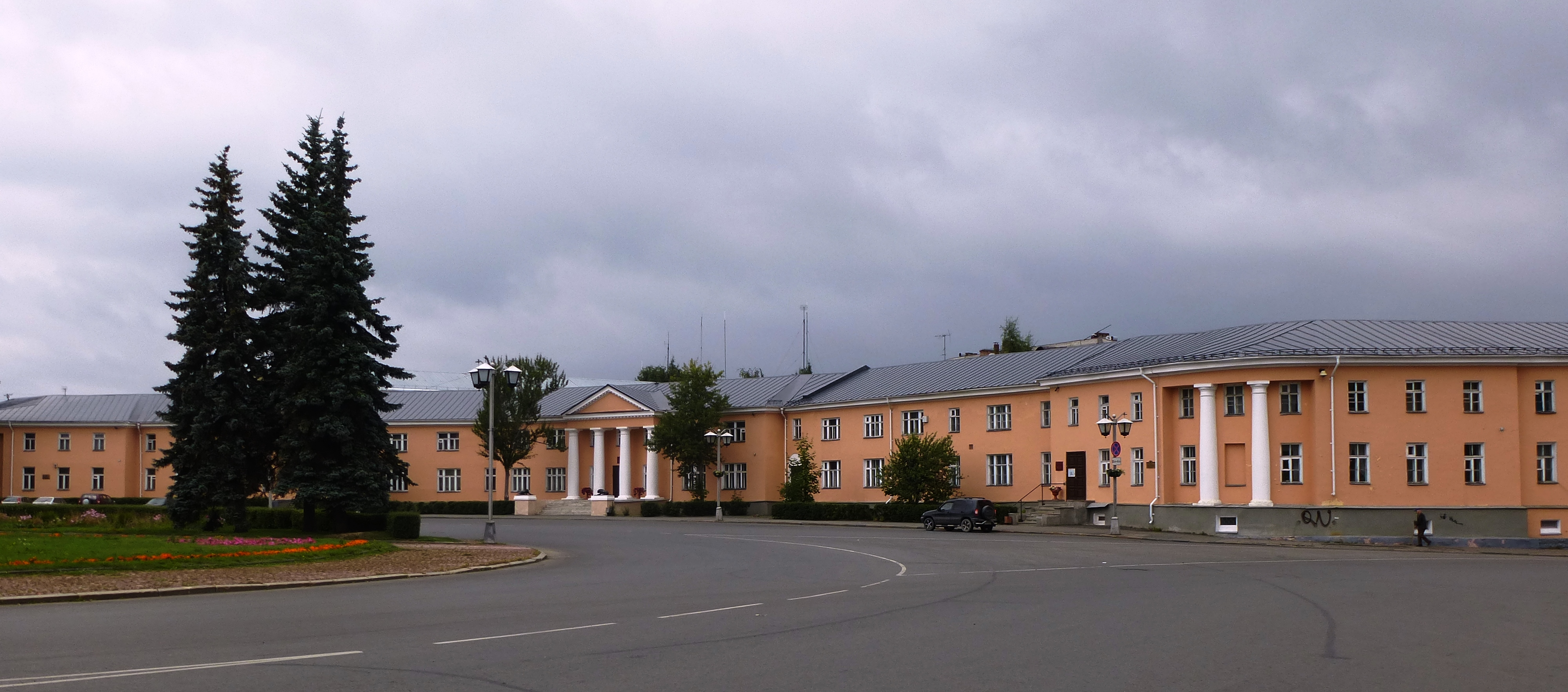
Круглая площадь (Петрозаводск)